# Musa banksii
Musa banksii là một loài thực vật có hoa trong họ Musaceae. Loài này được F.Muell. mô tả khoa học đầu tiên năm 1864.